# Lengua mundial
El concepto lengua mundial o idioma global se utiliza para definir una lengua hablada internacionalmente que además es aprendida por mucha gente como segunda lengua. Una lengua mundial no viene caracterizada únicamente por el número de hablantes (nativos o secundarios), sino también por su distribución geográfica, su uso en organizaciones internacionales o su uso en relaciones diplomáticas. Con respecto a esto, la mayoría de las lenguas del mundo están dominadas por lenguas de origen nacional europeo. La razón histórica de este fenómeno viene determinada por el periodo de expansionismo europeo: imperialismo y colonialismo.

## Visión de conjunto
El idioma más utilizado en el mundo es el inglés, en el que tienen competencia más de 1500 millones de usuarios en todo el mundo, hablado en unos 118 países. 
Otros idiomas europeos usados en amplias áreas del mundo son el español y el francés. La expansión internacional del árabe tiene su razón histórica en las conquistas islámicas medievales y la posterior arabización de Oriente Medio y África del Norte, y también existe como lengua litúrgica entre las comunidades musulmanas fuera del mundo árabe. El chino estándar (mandarín) es el reemplazo directo del chino clásico, que fue una lengua franca histórica del lejano oriente hasta el siglo XX, y hoy en día tiene la función de proporcionar un lenguaje común hablado entre hablantes de diferentes y mutuamente ininteligibles lenguas chinas, no solo dentro de la propia China (entre los chinos Han y otros grupos étnicos no relacionados), sino también entre ciudadanos viviendo en comunidades de la diáspora china por todo el mundo, además de ser enseñada como segunda lengua internacional. El ruso fue utilizado en el Imperio ruso y Unión Soviética, y en la actualidad está en uso y ampliamente reconocido en áreas de Europa central y oriental y en Asia del Norte y Asia Central, que eran antes parte de la Unión Soviética, o del antiguo bloque soviético, y sigue siendo la lengua franca en la Comunidad de Estados Independientes. El alemán ha servido como lengua franca en gran parte de Europa durante siglos, sobre todo para el Sacro Imperio Romano y el Imperio austro-húngaro. Sigue siendo una importante segunda lengua en gran parte de Europa central y oriental, y en la comunidad científica internacional. 
Otros idiomas importantes no se utilizan ampliamente en varios continentes, pero han tenido una importancia internacional como la lengua franca utilizada en un histórico imperio. Estos incluyen el griego koiné en el mundo helenístico después de las conquistas de Alejandro Magno, y en los territorios de la Imperio bizantino, latín en el Imperio romano y el lenguaje litúrgico estándar para los fieles católicos en todo el mundo, Chino clásico en Asia en la China imperial, el persa durante la época antigua y medieval y durante el Imperio persa, y en el pasado sirvió como segunda lengua franca del mundo islámico después del árabe; el sánscrito en los períodos antiguo y medieval de varios estados en Asia del Sur, el sudeste asiático y Asia Central, y al igual que el latín fue una importante lengua litúrgica de la religiones védicas.
Las mayores lenguas del subcontinente indio tienen unas cantidades de hablantes comparables a algunas de las mayores lenguas mundiales principales debido a unas cantidades muy grandes de población viviendo en la región en lugar de un uso supra-regional de estos idiomas, aunque el indostaní (incluyendo todos los dialectos del hindi y el urdu) y, en menor medida el tamil pueden cumplir los criterios en términos de uso supra-regional y el reconocimiento internacional.
A modo de ejemplo, la población de habla nativa de bengalí es mucho más numerosa que los que hablan francés como primera lengua, y es una de las lenguas más habladas (quinta o sexta) en el mundo con cerca de 230 millones de hablantes, y es conocida por su gran riqueza literaria. Sin embargo, mientras el francés es hablado intercontinentalmente, se le reconoce un prestigio lingüístico mayor a nivel internacional y es usado en diplomacia y comercio internacional, así como tener una parte importante de hablantes como segunda lengua en todo el mundo, la gran mayoría de los oradores bengalíes son nativos, con poca o ninguna influencia fuera de su región lingüística.

## Historia
Las lenguas mundiales históricas incluyen el idioma sumerio, el acadio, el arameo antiguo, el griego koiné, el latín, el árabe, el sánscrito, el chino, el español, el francés, el ruso, el inglés y el portugués.
Las lenguas romances dan testimonio de la función del latín como la lengua franca del Imperio romano. El griego koiné fue el «idioma universal» del período helenístico, pero su distribución no se refleja en la distribución del griego moderno por el impacto lingüístico de las lenguas eslavas, las conquistas musulmanas y la migración turca. La distribución de las lenguas túrquicas, a su vez, son un legado del Kaganato túrquico.
Al igual que todos los idiomas del mundo vivos deben su condición al imperialismo, la sugerencia de un idioma determinado como idioma mundial o «lenguaje universal» tiene fuertes implicaciones políticas. Por lo tanto, el ruso fue declarado el «lenguaje mundial del internacionalismo» en la literatura soviética, que al mismo tiempo denunció el francés como el «lenguaje de los cortesanos de lujo» y el inglés como «la jerga de los comerciantes». Un número de idiomas auxiliares internacionales se han presentado como posibles lenguas del mundo, el más exitoso de ellos es latín (principalmente por la Unión Europea, debido al estatus que tuvo en el otrora Imperio romano y por ser una lengua culta neutral natural, es decir, no es artificial de tendencias meramente experimentales como el esperanto, el ido, el interlingua, el volapuk, etc.), pero ninguno de ellos puede invocar hasta este momento de forma unánime, la condición de un lenguaje mundial. Muchos lenguajes naturales se han ofrecido como candidatos para una lingua franca mundial, como el neerlandés, el alemán, el húngaro, el italiano y el malayo. [cita requerida]

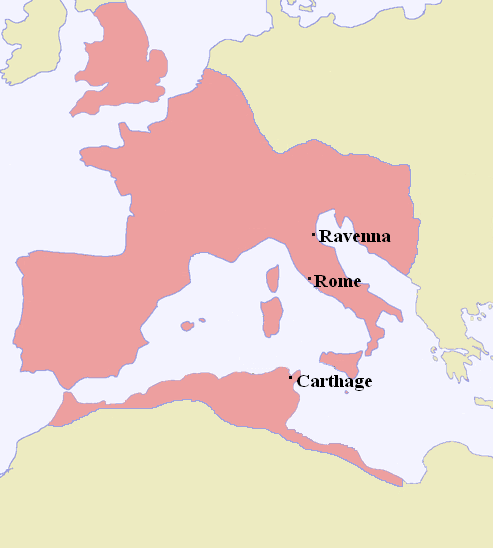
Imperio romano occidental-latín
Imperio romano oriental-griego koiné
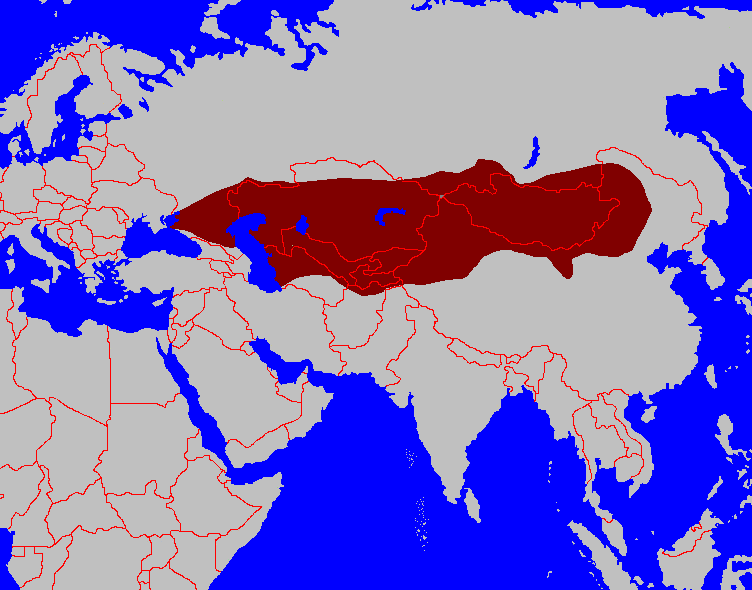
Kaganato túrquico-lenguas túrquicas

## Lenguas mundiales vivas
Algunas fuentes definen una lengua mundial viva a un idioma que tenga las siguientes características:
- Un gran número de hablantes.
- Una fracción substancial de hablantes no nativos (función de lengua franca).
- Estatus de lengua oficial en países de varios continentes.
- Una comunidad lingüística no definida estrictamente por una determinada etnia (sociedad multiétnica).
- Uno o más estándares que sean ampliamente enseñados como idioma extranjero.
- Asociación con prestigio lingüístico.
- Ser usado en Relaciones Internacionales
- Ser usado por organismos internacionales
- Ser usado por la comunidad académica
- Contar con un significante volumen literario

Las lenguas mundiales en el sentido estricto son:
| Idioma  | Hablantes nativos | Hablantes como primera y segunda lengua | Hablantes como lengua extranjera | Total de hablantes | Países o territorios | Distribución | Mapas |
| ------- | ----------------- | --------------------------------------- | -------------------------------- | ------------------ | -------------------- | ------------ | ----- |
| Inglés  | 335 M             | 765 M                                   | 750 M                            | 1500 M             | 118                  | Anglofonía   |       |
| Español | 406 M             | 500 M                                   | 14 M                             | 514 M              | 31                   | Hispanofonía |       |
| Francés | 78,5 M            | 284,9 M                                 | 100 M                            | 284,9 M            | 53                   | Francofonía  |       |

Otras fuentes marcan las siguientes lenguas como lenguas mundiales, mientras que las fuentes más estrictas las enumeran como lenguas suprarregionales:
| Idioma                             | Hablantes nativos | Total de hablantes    | Distribución           | Mapa |
| ---------------------------------- | ----------------- | --------------------- | ---------------------- | ---- |
| Mandarín                           | 845 M             | 1345 M                | Sinofonía              |      |
| Indostánico (hindi estándar, urdu) | 325 M             | 490 M                 | Subcontinente indio    |      |
| Árabe                              | 221 M             | 450 M[cita requerida] | Mundo árabe            |      |
| Portugués                          | 215 M             | 220 M                 | Lusofonía              |      |
| Ruso                               | 144 M             | 300 M[cita requerida] | Rusofonía              |      |
| Alemán                             | 100 M             | 180 M                 | Europa germanoparlante |      |

## Otras lenguas suprarregionales
Otras importantes lenguas suprarregionales que no superan algunos de los criterios para ser consideradas lenguas mundiales son:
| Idioma                 | Hablantes nativos | Total de hablantes | Distribución                           | Mapa |
| ---------------------- | ----------------- | ------------------ | -------------------------------------- | ---- |
| Malayo e indonesio     | 60 M              | 176 M-250 M        | Insulindia                             |      |
| Farsi                  | ~ 70 M            | ~ 110 M            | Gran Irán [cita requerida]             |      |
| Suajili                | 5-10 M            | 100 M              | África oriental                        |      |
| Tamil                  | 68 M              | 77 M               | India, Sri Lanka, Singapur             |      |
| Italiano               | 60 M              | 70 M               | Italofonía                             |      |
| Neerlandés y afrikáans | 30 M              | 53 M               | Países Bajos Bélgica Surinam Sudáfrica |      |

Dos lenguas con más de 100 millones de hablantes, el japonés y el bengalí no están en la lista. Aunque se considera que son unos de los idiomas más importantes a nivel internacional, junto con las lenguas del mundo que cotizan en bolsa, no se consideran lenguas mundiales per se - Japón, por ejemplo, es étnica, cultural y lingüísticamente casi homogéneo, así el japonés no tiene tanta historia como lingua franca entre las comunidades que no comparten una lengua materna o primera lengua, y sus comunidades en el extranjero están estrechamente vinculados con el origen étnico; el bengalí no está tan ampliamente enseñado como lengua extranjera, como el japonés, donde el interés internacional desde la década de 1980 se han llevado a muchas universidades importantes, así como una serie de centros de enseñanza secundaria e incluso primaria en todo el mundo; y al menos en el presente, estos idiomas ejercen una esfera de influencia regionalmente limitada.